# Andra Day
Cassandra Monique "Andra" Batie (San Diego, 30 de dezembro de 1984), mais conhecida profissionalmente pelo nome artístico Andra Day, é uma cantora, atriz e compositora estadunidense. A cantora foi descoberta pelo aclamado cantor de jazz e uma das suas maiores influência Stevie Wonder, na época Day trabalhava em um shopping quando foi percebida pelo cantor. Day também apareceu notavelmente ao lado de Wonder em um comercial para Apple TV.
Lançou seu primeiro álbum Cheers to the Fall em 2015, o álbum ficou na posição 48° na maior tabela musical do mundo à Billboard 200. O álbum e o primeiro single Rise Up foram nomeados ao Grammy Awards nas categorias Best R&B Album e Best R&B Performance.. Por sua performance em seu primeiro papel nos cinemas, no filme The United States vs. Billie Holiday, de 2020, recebeu aclamação da crítica e venceu o Globo de Ouro de melhor atriz em filme dramático, conquistou sua primeira indicação ao Oscar de Melhor Atriz e pela trilha sonora, venceu o Grammy Award de Melhor Compilação de Trilha Sonora para Mídia Visual.

## Biografia e carreira

### Infância e adolescência

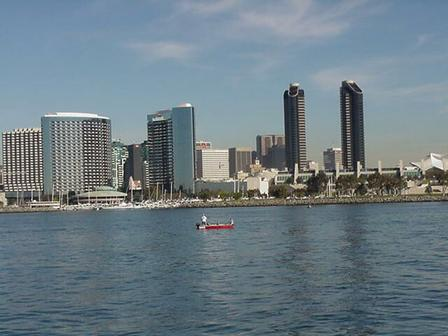
San Diego na Califórnia onde Day mudou-se com três anos de idade e foi criada.

Day nasceu em Spokane, Washington em 30 de dezembro de 1984, mas mudou-se para o sul da Califórnia aos 3 anos de idade.
Ela cresceu em San Diego, Califórnia e com sua família começou a cantar jovem na Primeira Igreja Metodista Unida em Chula Vista, Califórnia. Day também começou a fazer aulas de dança aos 5 anos (uma disciplina que ela continuou em seus 20 anos). Ela frequentou a Valencia Park Elementary School, que ela credita com a promoção de seu interesse em artes cênicas. Aos 12 anos, Day foi apresentada aos sons de vocalistas de jazz proeminentes como: Billie Holiday, Ella Fitzgerald e Dinah Washington, todos os quais ela conta como influências precoce em sua arte.
Day frequentou a Escola de Artes Criativas e Performáticas de San Diego, onde se formou em 2003.

### 2010—15: Descoberta eCheers to the Fall

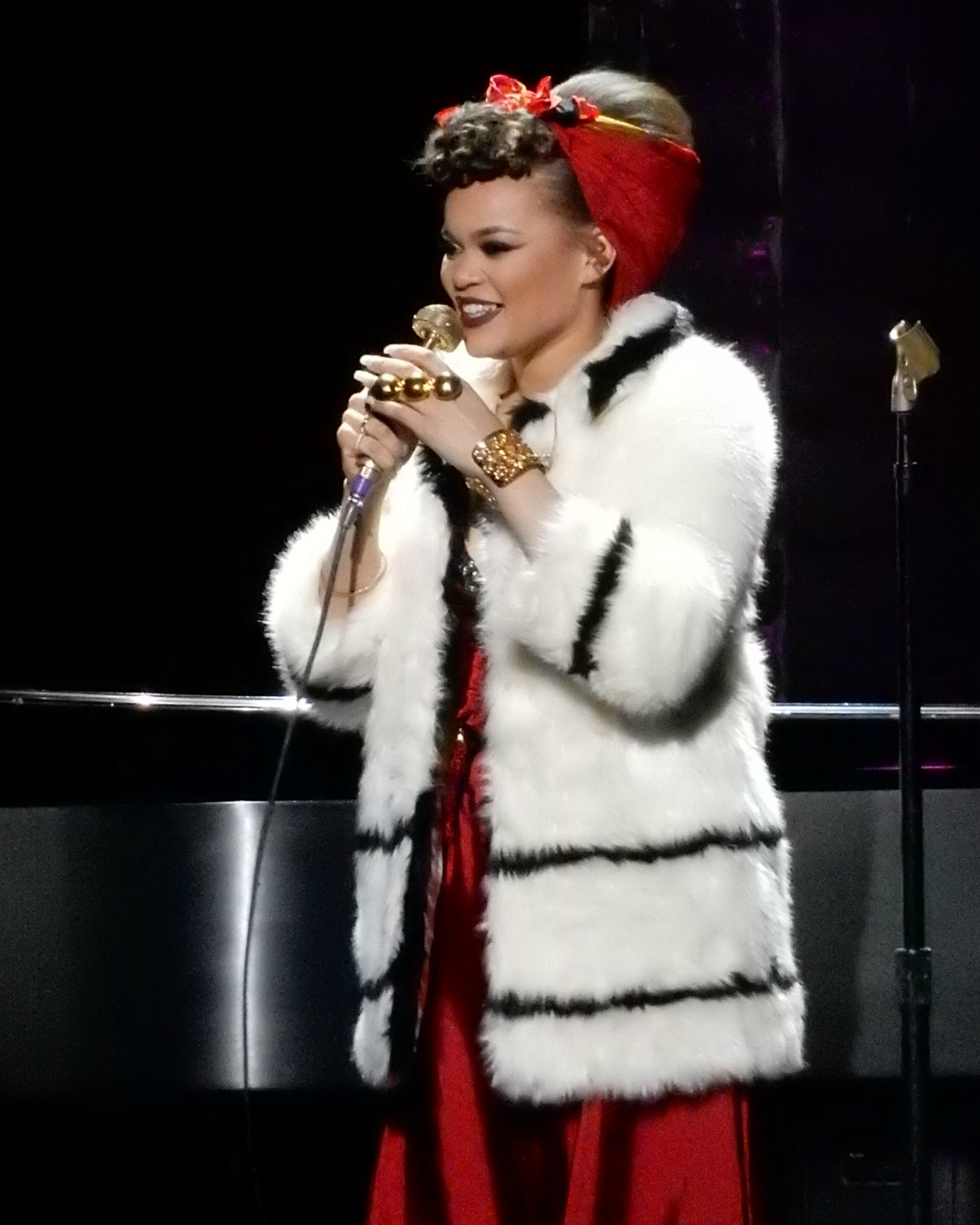
Andra Day performando no Radio City Music Hall em New York City, em março de 2016.

Após o ensino médio, Day trabalhou em cerca de 20 empregos diferentes, incluindo um como animador de crianças. Em 2010, a então esposa de Stevie Wonder, Kai Millard, notou que Day estava se apresentando em um shopping de strip e chamou a atenção de seu marido.  Day recebeu uma chamada de Wonder logo depois. Nenhuma parceria imediata foi formada, mas os dois se reconectaram um ano depois. Wonder introduziu Day ao produtor Adrian Gurvitz naquele tempo. Gurvitz eventualmente colaboraria no álbum de estréia de Day alguns anos mais tarde. Day foi contatada pela gravadora Warner Bros. Records, em parte por causa da popularidade de seus inúmeros covers e mashups em seu canal do YouTube, a maioria filmada no quarto da irmã em San Diego. Ela fazia covers de músicas de artistas como, Jessie J, Eminem e a banda Muse. Day também é conhecida  pelo seus mashups, um que combinou Big Poppa de The Notorious B.I.G. com Let's Get It On de Marvin Gaye e outro que combinou He Can Only Hold Her de Amy Winehouse com Doo Wop (That Thing) famosa música da rapper Lauryn Hill.

## Discografia
A lista de discografia de Andra Day consiste em um álbum, um Extended Play, quatro singles e quatro vídeo clipes, além de uma turnê.

### Álbuns de estúdio
| Ano  | Detalhes do álbum | Singles      |
| ---- | --- | ------------ |
| 2015 | Cheers to the Fall - Lançamento: 28 de agosto de 2015 - Gravadora(s): Buskin, Warner Bros. Records - Formato(s): CD, download digital, USB, LP | 1. "Rise Up" |

### Extended plays
| Ano  | Detalhes do EP |
| ---- | --- |
| 2016 | Merry Christmas from Andra Day - Lançamento: 28 de outubro de 2016 - Gravadora(s): Warner Bros. Records - Formato(s): download digital |

## Filmografia

### Filmes
| Ano  | Título                                                                        | Papel     | Notas                                                      |
| ---- | ----------------------------------------------------------------------------- | --------- | ---------------------------------------------------------- |
| 2017 | Carros 3 - Lançado: 16 de Junho de 2017 - Distribuidora: Walt Disney Pictures | Sweet Tea | - Voz - Faturou US$ 325.6 milhões de dólares mundialmente. |

## Prêmios e nomeações

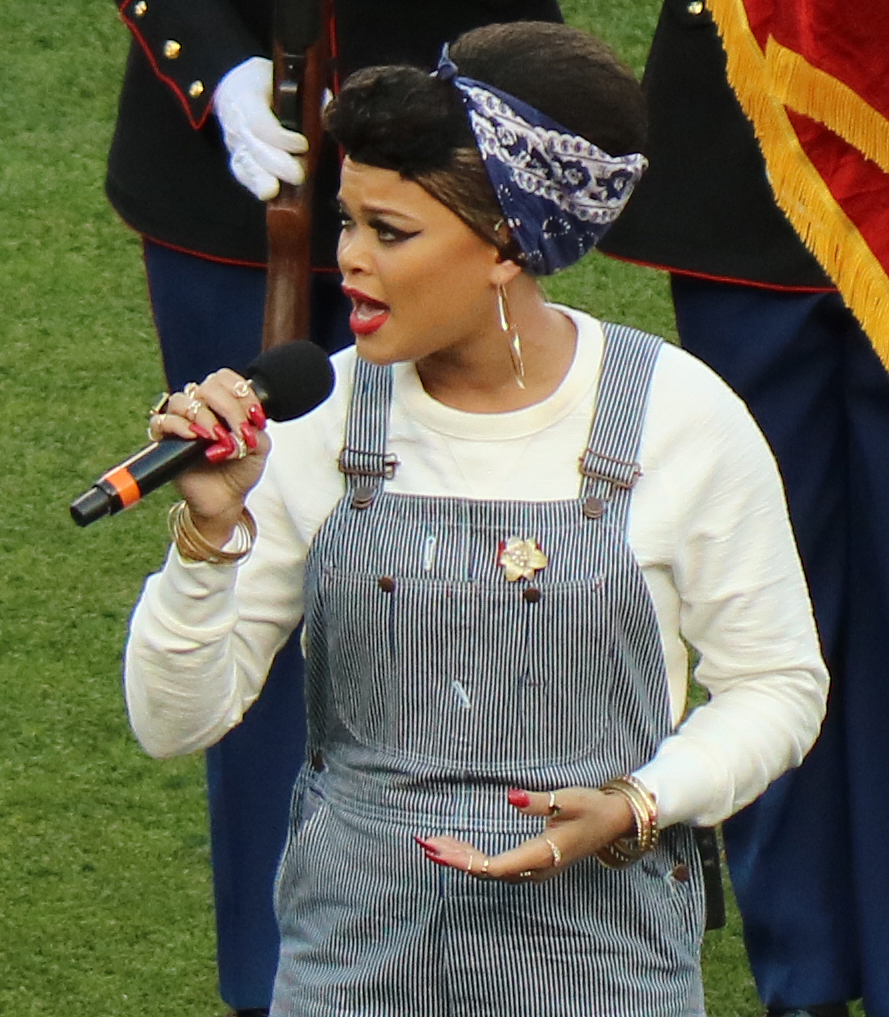
Andra em 2016.

A lista consiste até o momento em apenas oito nomeações, sendo dois desses vencido pela cantora. Day foi homenageada pela premiação estadunidense Billboard Women in Music em 2016.

### BET Awards
| Ano  | Categoria              | Obra               | Resultado |  |
| ---- | ---------------------- | ------------------ | --------- |  |
| 2016 | Centric Award          | Rise Up            | Indicado  |  |
| 2016 | Best Female R&B Artist | Cheers to the Fall | Indicado  |  |
| 2016 | Best New Artist        | Cheers to the Fall | Indicado  |  |

### Billboard Women in Music
| Ano  | Categoria  | Obra      | Resultado |        |
| ---- | ---------- | --------- | --------- | ------ |
| 2016 | Powerhouse | Andra Day | Venceu    | [ 14 ] |

### Critics' Choice Movie Awards
| Ano  | Categoria              | Obra                                 | Resultado |
| ---- | ---------------------- | ------------------------------------ | --------- |
| 2021 | Melhor Atriz           | The United States vs. Billie Holiday | Indicado  |
| 2021 | Melhor Canção Original | Tigress & Tweed                      | Indicado  |

### Dallas–Fort Worth Film Critics Association
| Ano  | Categoria    | Obra                                 | Resultado |
| ---- | ------------ | ------------------------------------ | --------- |
| 2021 | Melhor Atriz | The United States vs. Billie Holiday | Indicado  |

### Emmy Awards
| Ano  | Categoria                                 | Obra               | Resultado |
| ---- | ----------------------------------------- | ------------------ | --------- |
| 2018 | Melhor Performance em um Programa Matinal | Rise Up (The View) | Indicado  |

### Grammy Awards
| Ano  | Categoria                                 | Trabalho               | Resultado |       |
| ---- | ----------------------------------------- | ---------------------- | --------- | ----- |
| 2016 | Melhor Performance de R&B                 | Rise Up                | Indicado  | [ 6 ] |
| 2016 | Melhor Álbum de R&B                       | Cheers to the Fall     | Indicado  | [ 6 ] |
| 2018 | Melhor Música Escrita para a Mídia Visual | Stand Up for Something | Indicado  |       |

### Globo de Ouro
| Ano  | Categoria                      | Trabalho                             | Resultado |
| ---- | ------------------------------ | ------------------------------------ | --------- |
| 2021 | Melhor Atriz em Cinema - Drama | The United States vs. Billie Holiday | Venceu    |
| 2021 | Melhor Canção Original         | Tigress & Tweed                      | Indicado  |

### NAACP Awards
| Ano  | Categoria                        | Obra                   | Resultado |        |
| ---- | -------------------------------- | ---------------------- | --------- | ------ |
| 2016 | Melhor Novo Artista              | Andra Day              | Indicado  | [ 15 ] |
| 2018 | Melhor Artista Feminina          | Stand Up for Something | Indicado  |        |
| 2018 | Melhor Colaboração, Duo ou Grupo | Stand Up for Something | Indicado  |        |

### Oscar
| Ano  | Categoria    | Obra                                 | Resultado |
| ---- | ------------ | ------------------------------------ | --------- |
| 2021 | Melhor Atriz | The United States vs. Billie Holiday | Indicado  |

### Soul Train Awards
| Ano  | Categoria                          | Obra      | Resultado |        |
| ---- | ---------------------------------- | --------- | --------- | ------ |
| 2016 | The Ashford & Simpson Songwriter’s | Andra Day | Venceu    | [ 16 ] |